# Triggerstop

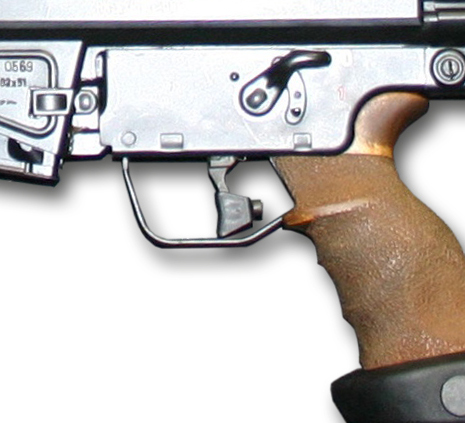
HK PSG 1 mit Triggerstop

Der Triggerstop (Abzugsstopp) ist bei Präzisions-Schusswaffen eine Stellschraube am Abzug, die den Abzugsweg nach Überwinden des Druckpunktes begrenzt.
Der Triggerstop hält das Züngel nach dem Auslösen des Schusses an und verhindert dessen Durchfallen. Das vermeidet ein mögliches Verreißen der Waffe, solange das Geschoss den Lauf passiert. In der Regel ist der Triggerstop einstellbar, um den maximalen Nachweg des Züngels nach der Schussabgabe zu begrenzen.